# 马特·卡罗尔
马修·卡罗尔（英語：Matthew Carroll，1980年8月28日—），美国NBA联盟职业篮球运动员。